# جون وود (رائد أعمال)
جون وود (بالإنجليزية: John Wood)‏ هو رائد أعمال أمريكي، ولد في 29 يناير 1964 في سان فرانسيسكو في الولايات المتحدة.

## وصلات خارجية
- الموقع الرسمي